# Сент Ијасент (Квебек)
Сент Ијасент (фр. Saint-Hyacinthe) је град у Канади у покрајини Квебек. Према резултатима пописа 2011. у граду је живело 53.236 становника.

## Становништво
Према резултатима пописа становништва из 2011. у граду је живело 53.236 становника, што је за 3,1% више у односу на попис из 2006. када је регистровано 51.616 житеља.
| 2006.  | 2011.  |
| ------ | ------ |
| 51.616 | 53.236 |